# Prosopocera pseudopatriciana
Prosopocera pseudopatriciana là một loài bọ cánh cứng trong họ Cerambycidae.